# 点扩散函数
点扩散函数（英語：point spread function，简称PSF）是描述光学系统对点源解析能力的函数。因为点源在经过任何光学系统后都会由于衍射而形成一个扩大的像点，通过测量系统的点扩展函数，能够更准确地提取图像信息。